# فعالیت‌های نظامی در جنوبگان

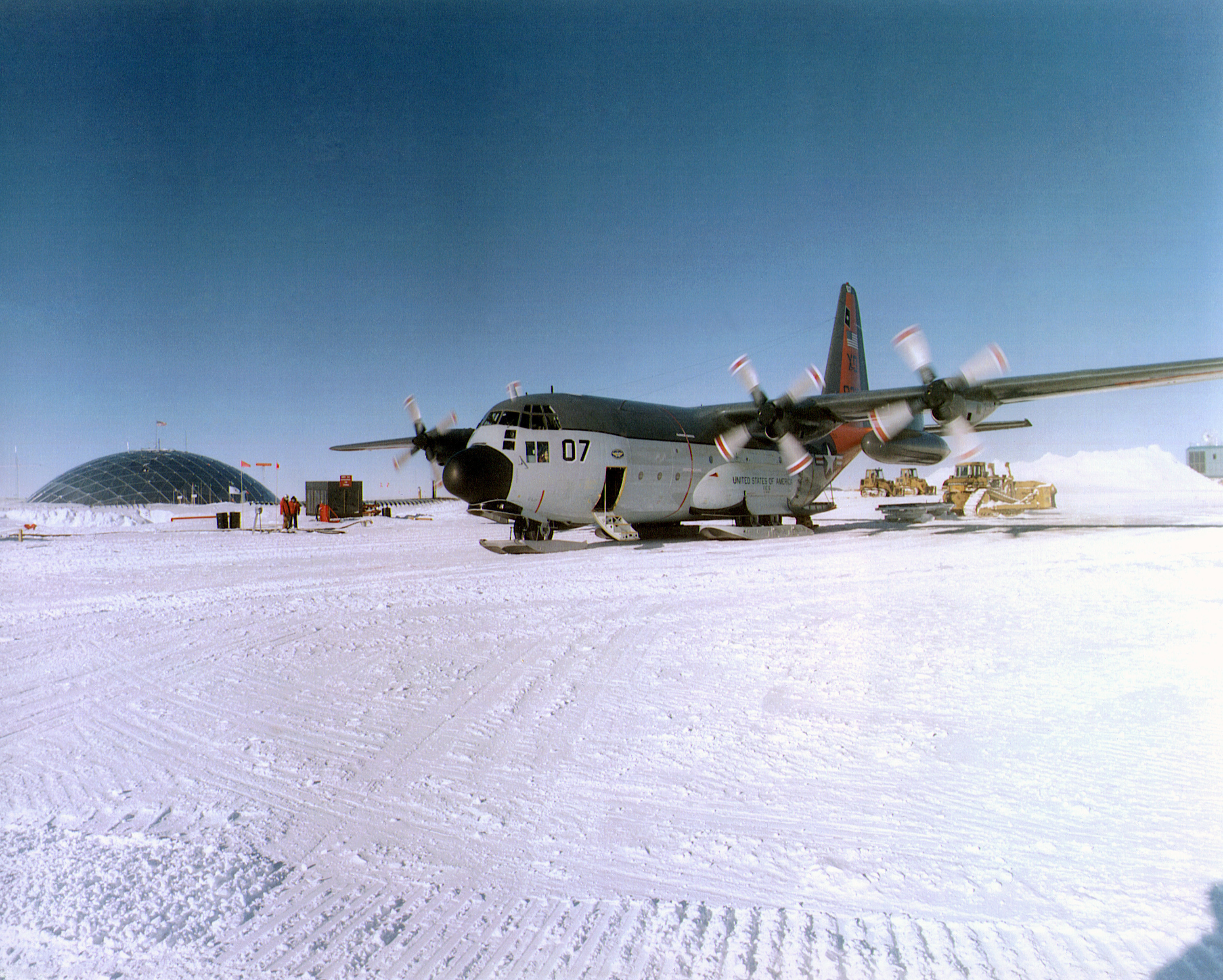
یک هواپیمای لاکهید ال‌سی-۱۳۰ متعلق به نیروی دریایی ایالات متحده آمریکا در ایستگاه تحقیقاتی اسکات آمونسن (۱۹۹۶)

جنوبگان هرگز یک مکان دایمی برای زندگی انسان نبوده و بنابراین فعالیت‌های نظامی محدودی در آن انجام شده‌است. بر اساس سیستم پیمان جنوبگان، از ۲۳ ژوئن ۱۹۶۱ هر گونه فعالیت نظامی در جنوبگان ممنوع است. اما می‌توان از نیروها و تجهیزات نظامی برای اهداف صلح‌آمیز مانند جابجایی لوازم در این قاره استفاده نمود.
سیستم پیمان جنوبگان به‌طور مشخص، هر گونه فعالیت نظامی و خصوصاً استفاده از جنگ‌افزار هسته‌ای را بر روی خشکی یا یخ‌های پایین‌تر از مدار ۶۰ درجه جنوبی ممنوع می‌کند. این پیمان در مورد فعالیت نیروهای دریایی کشورها در اقیانوس منجمد جنوبی تا زمانی که در محدوده آب‌های آزاد هستند کاربرد ندارد.

## فعالیت‌های قابل توجه
نیروهای نظامی از بسیار از سفرها و کمپ‌های علمی در جنوبگان حمایت کرده‌اند. فعالیت‌ها و سفرهای قابل توجه شامل موارد زیر می‌شوند:
- سفر دوم جیمز کوک (بریتانیا، ۱۷۷۳)
- بازدید یواس‌اس وینسنس از جنوبگان (آمریکا، ۱۸۳۹)
- گشت‌زنی کشتی تجارتی مسلح آلمان نازی با نام کُمِت (به آلمانی: Komet) در دریای راس و ساحل جنوبگان برای جستجوی شکارچیان نهنگ وابسته به نیروهای متفقین (فوریه ۱۹۴۱)[۲]
- عملیات تابارین (بریتانیا، ۱۹۴۴ تا ۱۹۴۵)
- عملیات جهش بلند (آمریکا، ۱۹۴۶ تا ۱۹۴۷)
- تأسیس پایگاه سوبرانیا (شیلی، ۱۹۴۷)
- عملیات آسیاب آبی (آمریکا، ۱۹۴۷ تا ۱۹۴۸)
- تأسیس پایگاه اُ-هیگینز (شیلی، ۱۹۴۸)
- یک کشتی امدادی استرالیایی، سفر ناموفقی به جنوبگان داشت (۱۹۴۸)[۳]
- تأسیس پایگاه گنزالز ویدلا (شیلی، ۱۹۵۱)
- تأسیس پایگاه آگویر سردا (شیلی، ۱۹۵۵)
- عملیات انجماد (آمریکا، ۱۹۵۵ تا کنون)
- عملیات ۹۰ (آرژانتین، ۱۹۶۵)
- تأسیس پایگاه پرزیدنت فرای (شیلی، ۱۹۸۰)
- عملیات ستاره قطبی (شیلی، ۱۹۸۴)
- عملیات شفق قطبی استرالیا (شیلی، ۱۹۹۶)
- تأسیس ایستگاه پارودی (شیلی، ۱۹۹۲)
- سفر اعزامی یکم (شیلی، ۲۰۰۲)
- سفر اعزامی دوم (شیلی، ۲۰۰۴)
- در ژانویه سال ۲۰۰۶، یک هواپیمای گشت دریایی از نوع لاکهید پی-۳ اوریون مربوط به نیروی هوایی سلطنتی نیوزلند، یک پرواز آزمایشی از پایگاه هوایی پگاسوس در نزدیکی پایگاه مک مردو انجام داد تا امکان گشت‌زنی برای پشتیبانی از پیمان حفاظت از منابع زنده دریایی را بررسی کند.[۴] این گشت‌زنی تا زمان حصول اطمینان از موفقت‌آمیز بودن این عملیات آزمایشی ادامه داشت.[۵]

## احتمال درگیری در آینده
جنوبگان منطقه‌ای مهم از دید اقتصادی و استراتژیک است. اهمیت اقتصادی آن به دلیل وجود منابع طبیعی و نفت خام است. اهمیت استراتژیک آن به خاطر مسیر دماغه هورن است که در زمان جنگ سرد، اهمیتی حیاتی برای آمریکا داشت؛ زیرا ناوهای هواپیمابر آمریکایی نمی‌توانند از کانال پاناما عبور کنند.
اگرچه پس از فروپاشی اتحاد جماهیر شوروی اهمیت اقتصادی جنوبگان به خاطر منافع نفتی بر اهمیت استراتژیک آن برتری یافته‌است.